# AXN
AXN é um canal de televisão por assinatura de propriedade da Sony Pictures Entertainment, que foi inicialmente lançado a 22 de maio de 1997 na Ásia com o nome de Action Extreme Network (em português, Rede de Ação Extrema). No entanto, por razões comerciais e para facilitar a sua difusão pelo público, o nome é alterado para AXN. Atualmente, é um dos canais com maior audiências no mundo; só na América Latina, a estimativa é de 25 milhões de espectadores diários. No Brasil substituiu o canal TeleUno em 1 de agosto de 1999.
No Brasil, é distribuído pela Ole Distribution, joint-venture entre o conglomerado WarnerMedia e a empresa venezuelana Ole Communications.

## História
A sua programação é constituída maioritariamente por séries e filmes da Sony Pictures Entertainment, que normalmente são transmitidos pela CBS e pela NBC, em que se destacam produções de grande sucesso mundial como CSI (bem como os seus spin-offs), ER, entre outros. Algumas produções europeias são também transmitidas pelo AXN, como Alarm für Cobra 11, Hospital Central, entre outros.
O AXN também produz magazines, relacionados com o mundo da música e dos videojogos, como o AXN Beats que mostra videoclipes e especiais sobre artistas e seus gêneros musicais entre os programas da grade, o AXN Flix, que exibe bastidores e making ofs de grandes lançamentos do cinema, e AXN Show Room, que mostra novidades do mundo automotivo e tecnológico. Em Portugal, o AXN Iberia produz também o Insert Coin, que ressalva as novidades em termos de jogos electrónicos para diversas plataformas e computador pessoal.
Em Portugal, através da SPTI Networks Ibéria S.I. que é filial da Sony Pictures Television na Península Ibérica, o AXN é distribuído por todas as operadoras pagas como a MEO, a NOS, a Vodafone e a Nowo e é líder de audiências na área do entretenimento. Na segunda metade da década de 2000, o canal era frequentemente líder de audiências entre os canais não-premium das plataformas pagas de televisão portuguesas. Em 2009, competindo diretamente com a FOX Portugal, o AXN contava com 9,04% de share.
Na Alemanha, o Sony AXN atingia 5,9 milhões de telespectadores diários na TV Paga. Em setembro de 2014, o canal era emitido na operadora IPTV Magine TV e exibia programas e filmes de sucesso. A 17 de outubro de 2019, o canal mudou de nome para Sony AXN e introduziu um novo logótipo.
Em julho de 2023, a Sony Pictures Television anunciou que os canais Sony Channel e Sony AXN foram vendidos para a High View Group, após o fecho do negócio na Alemanha. A 1 de setembro de 2023, o canal deixou de transmitir na Alemanha, sendo substituído pelo AXN Black.
A 6 de abril de 2009, a versão HD do canal foi lançada em Portugal, na MEO e na ZON TVCabo. A versão HD foi lançada na Alemanha a 1 de fevereiro de 2011 e terminou a 1 de setembro de 2023, sendo substituída pelo AXN Black HD. A 1 de junho de 2011, foi lançada a versão HD para a América Latina, mas no Brasil só foi oficialmente comercializada a 22 de julho de 2011, pela operadora SKY.

## Séries e Filmes
| Séries e Filmes Atualmente em Exibição em Portugal |
| -------------------------------------------------- |
| Arma Mortífera                                     |
| Castle                                             |
| Os Passageiros do Tempo                            |
| Mentes Criminosas: Sem Fronteiras                  |
| Mentes Criminosas                                  |
| Quântico                                           |
| Investigação Criminal                              |
| Frequência                                         |
| Arrow                                              |
| Como Defender Um Assassino                         |
| Inesquecível                                       |
| Monstros e Companhia                               |
| Absentia                                           |

| Séries e Filmes Atualmente em Exibição no Brasil |
| ------------------------------------------------ |
| Criminal Minds                                   |
| Criminal Minds: Beyond Borders                   |
| C.S.I.: Investigação Criminal                    |
| C.S.I.: Miami                                    |
| C.S.I.: Nova York                                |
| Havaí 5.0                                        |
| Lista Negra                                      |
| NCIS - Investigação Naval                        |
| NCIS: Nova Orleans                               |
| Quantico                                         |
| The Blacklist: Redemption                        |
| Scorpion                                         |
| CSI: Cyber                                       |
| NCIS: Los Angeles                                |
| Absentia                                         |
| L.A.'s Finest                                    |
| The Fix                                          |
| SEAL Team                                        |
| A Liga                                           |
| P.O.L.I.C.I.A.                                   |
| Sem Rastro                                       |
| Em Nome da Justiça                               |
| S.W.A.T                                          |

## Logótipos do AXN

Logótipo utilizado entre 1997 e 2015
Logótipo utilizado desde 2015 até à atualidade (utilizado na Alemanha até 2019)
Variante HD utilizada desde 2015 até à atualidade (utilizado na Alemanha até 2019)
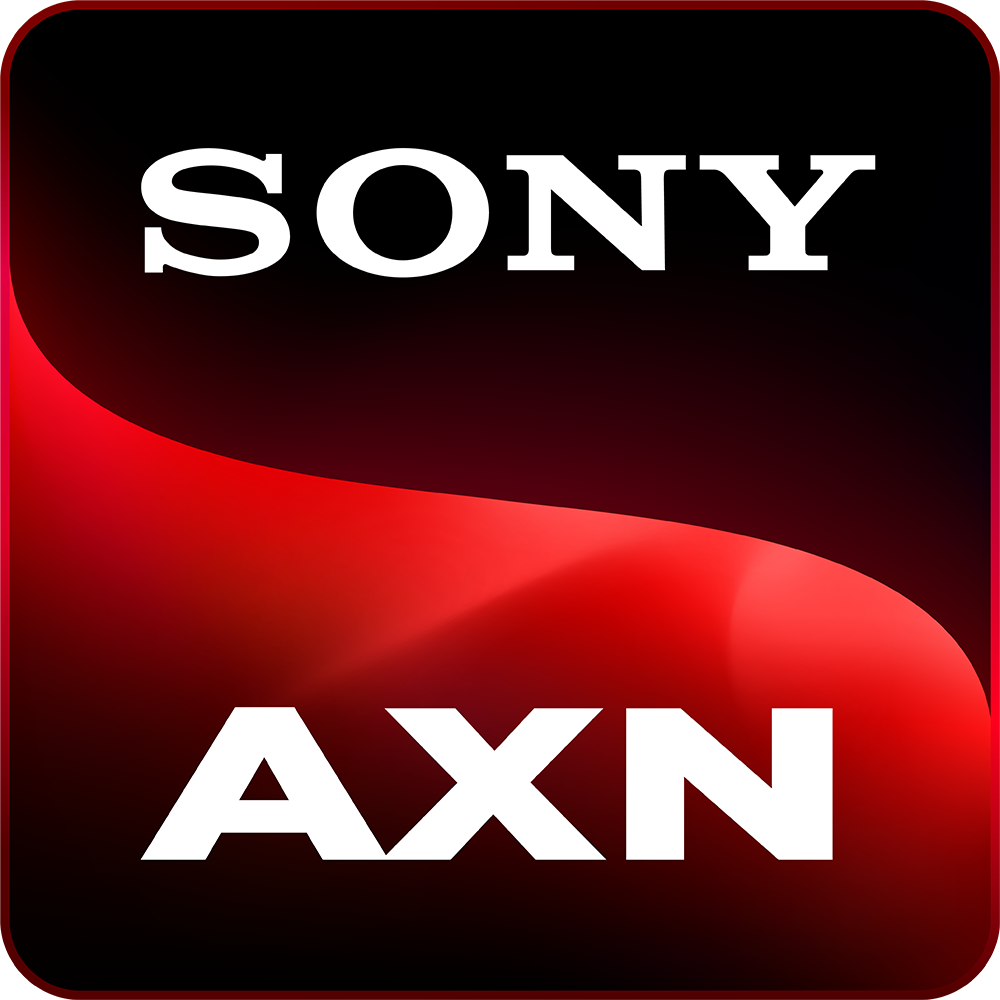
Logótipo utilizado entre 2019 e 2023 (na Alemanha)